# Leucochrysa heriocles
Leucochrysa heriocles är en insektsart som först beskrevs av Banks 1944.  Leucochrysa heriocles ingår i släktet Leucochrysa och familjen guldögonsländor. Inga underarter finns listade i Catalogue of Life.